# Spansk Guinea
Spansk Guinea (spansk: Guinea Española og Posesiones del Golfo de Guinea) var en spansk besiddelse i det, som senere blev selvstændigt under navnet Ækvatorialguinea. Den spanske koloni fandtes i årene 1926-1968. Arealet udgjorde ifølge officielle oplysninger 26,635 km2. Det var omgivet mod nord, øst og syd af det franske mandatområde Kamerun.
Efter et referendum i 1963 opnåede landet indre selvstyre, og der blev udpeget et kabinet med 8 afrikanske medlemmer. I 1968 fik landet fuld selvstændighed.

## Befolkning
Spansk Guinea havde i 1920 118.293 indbyggere svarende til 4 indbyggere pr l km2. Befolkningen blev i 1968 ansat til 272.000 indbyggere svarende til 10 indbyggere pr. km2.
De vigtigste byer var Santa Isabel med 37.287 indbyggere i 1968 og Bata med omkring 27.000 indbyggere i 1965.

## Næringsliv
Af landets areal var i 1960 2.210 km2 opdyrket, 1.040 km2 vedvarende græs og 22.890 km2 skov. Blandt de vigtigste afgrøder var yams, batat, maniok, bananer, kaffe, kakao.
Importen var i 1965 21,4 mio. USD og eksporten 27,2 mio. USD.